# Glycerella atlantica
Glycerella atlantica är en ringmaskart som beskrevs av Elise Wesenberg-Lund 1950. Glycerella atlantica ingår i släktet Glycerella och familjen Glyceridae. Arten har ej påträffats i Sverige. Inga underarter finns listade i Catalogue of Life.